# Earl Weaver
Earl Sidney Weaver (* 14. August 1930 in St. Louis, Missouri; † 19. Januar 2013 auf dem Karibischen Meer) war ein US-amerikanischer Baseballmanager in der Major League Baseball (MLB). Sein Spitzname war The Earl of Baltimore.

## Biografie
Earl Weaver verbrachte seine gesamte Managerkarriere bei den Baltimore Orioles. Unter seiner Regie gewannen die Orioles sechs Titel in der American League East, vier Meisterschaften in der American League und einen World-Series-Titel. Er gewann 1480 Spiele bei 1060 Niederlagen. Weaver ist auch der Manager, der im Major League Baseball am meisten vom Platz gestellt wurde. 98 Mal musste Weaver, meistens nach Diskussionen mit den Schiedsrichtern, den Platz verlassen.
1982 beendete er seine erste Dienstzeit bei den Orioles und wechselte als Fernsehkommentator zum Sender ABC. Dort kommentierte er 1983 gemeinsam mit Howard Cosell und Al Michaels die World Series 1983 mit den Orioles. 
1985 und 1986 übernahm er nochmals den Posten des Managers. 1996 wurde er in die Baseball Hall of Fame aufgenommen.